# Barbus parawaldroni
Barbus parawaldroni е вид лъчеперка от семейство Шаранови (Cyprinidae). Видът е почти застрашен от изчезване.

## Разпространение
Разпространен е в Гвинея, Кот д'Ивоар и Либерия.

## Описание
На дължина достигат до 23 cm.